# Степове (Пархомівський старостинський округ)
Степове (до 2016 року — Піонерське) — селище в Україні, у Краснокутській селищній громаді Богодухівського району Харківської області. Населення становить 197 осіб. До 2020 орган місцевого самоврядування — Пархомівська сільська рада.

## Географія
Селище Степове знаходиться між річками Котельва і Котелевка. За 3 км на північ розташоване село Пархомівка, за 2 км на південь село Котелевка.

## Історія
- 1926 рік — дата заснування.
- 12 червня 2020 року ввійшло до складу Краснокутської селищної громади.[1]
- 19 липня 2020 року в результаті адміністративно-територіальної реформи та ліквідації Краснокутського району селище ввійшло до складу Богодухівського району.[2]